# 丸喜
株式会社丸喜（まるき）は、山口県山陽小野田市に本部を置くスーパーマーケットチェーン。

## 沿革
- 1947年（昭和22年）11月 - 木谷喜一郎が山口県小野田市（現・山陽小野田市）北中川町に個人事業にて木谷食料品店を創業。[2]
- 1967年（昭和42年）8月 - 改組により株式会社丸喜として設立。
- 1979年（昭和54年） - 小野田市（現・山陽小野田市）目出新町に本部を設立。
- 1983年（昭和58年） - 小野田市（現・山陽小野田市）西高泊神田に本部を移転し、旧本部は惣菜・青果の製造加工を行う目出工場とする。
- 1990年（平成2年） - 本部および目出工場を統合し、小野田市（現・山陽小野田市）西高泊680番地7に統合本部を開設。
- 2007年（平成19年）10月15日 - 下関市でスーパーマーケット「サンシズカ」「バリューハウス」を展開する株式会社サンシズカから分割し新たに設立された事業会社であるサンバリュー株式会社の全株式の無償譲渡を受け、実質的に経営統合[3][4]。
- 2010年（平成22年） - 「Everyday Low Price」店舗の展開を開始。
- 2017年（平成29年） - 創業70周年。

## 店舗
2021年現在、本部のある山陽小野田市をはじめ、宇部市、下関市、美祢市、山口市、防府市で29店舗を構える。

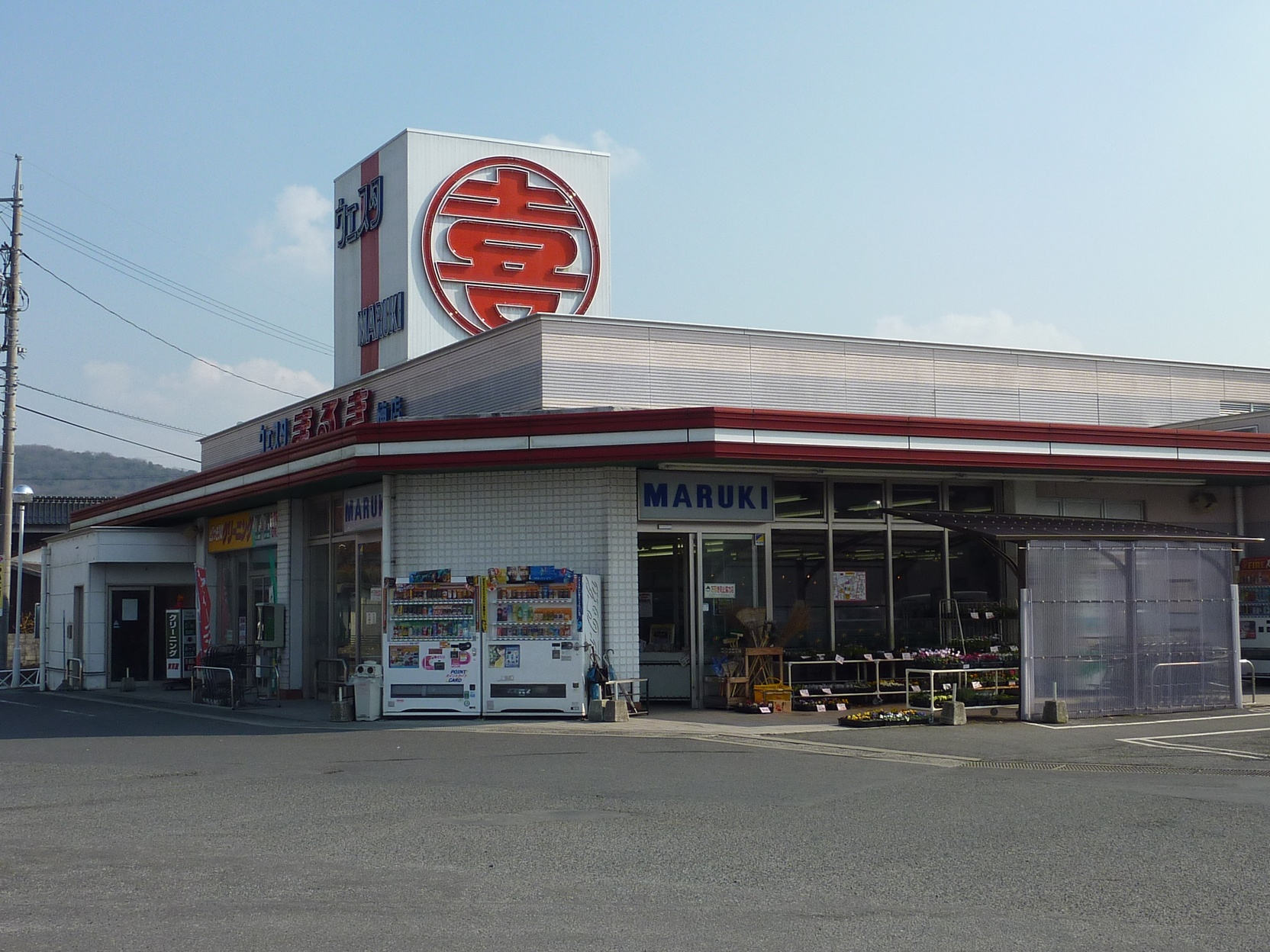
ウェスタまるき楠店（宇部市）
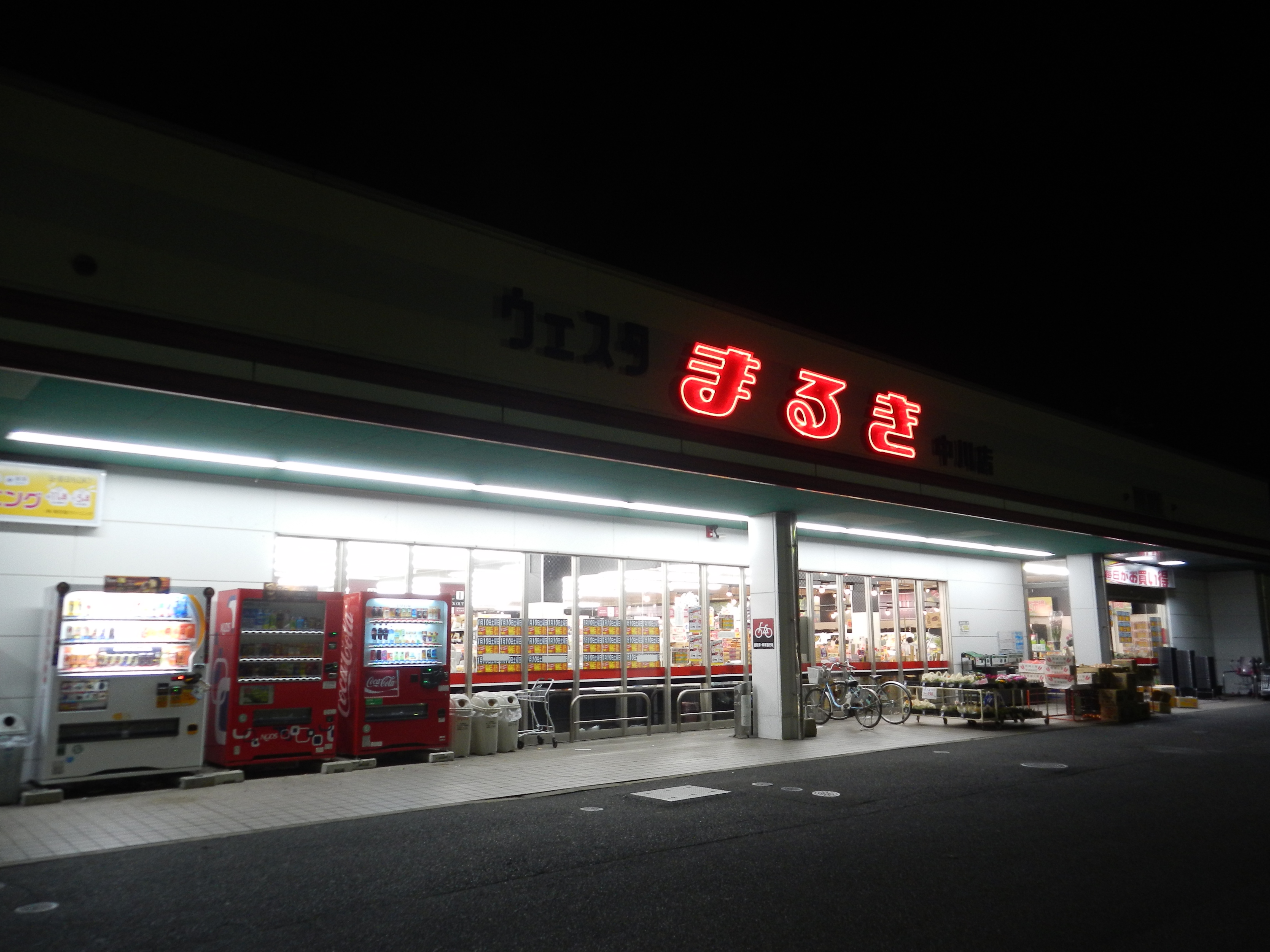
ウエスタまるき中川店（山陽小野田市）
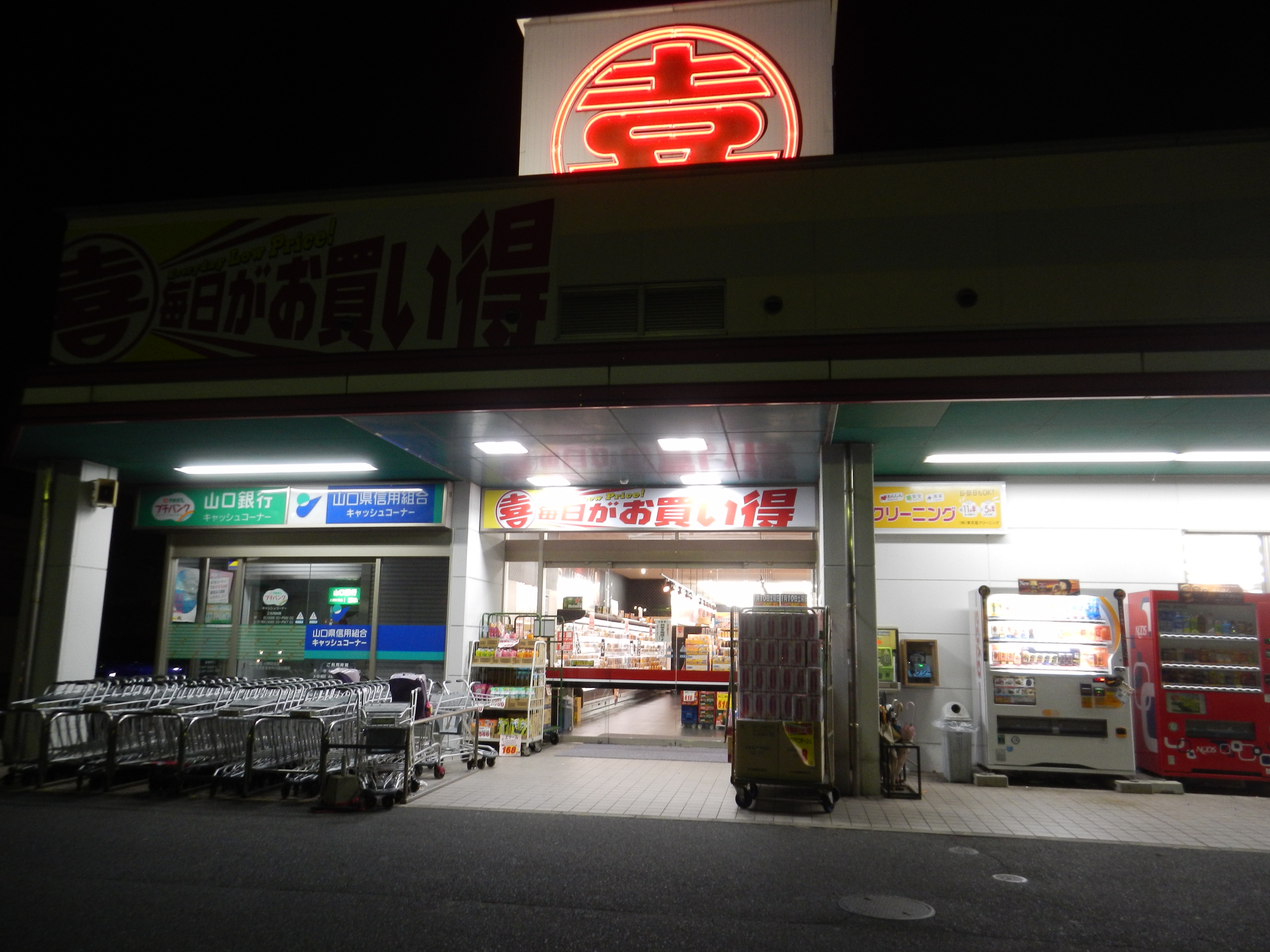
ウエスタまるき中川店（山陽小野田市）
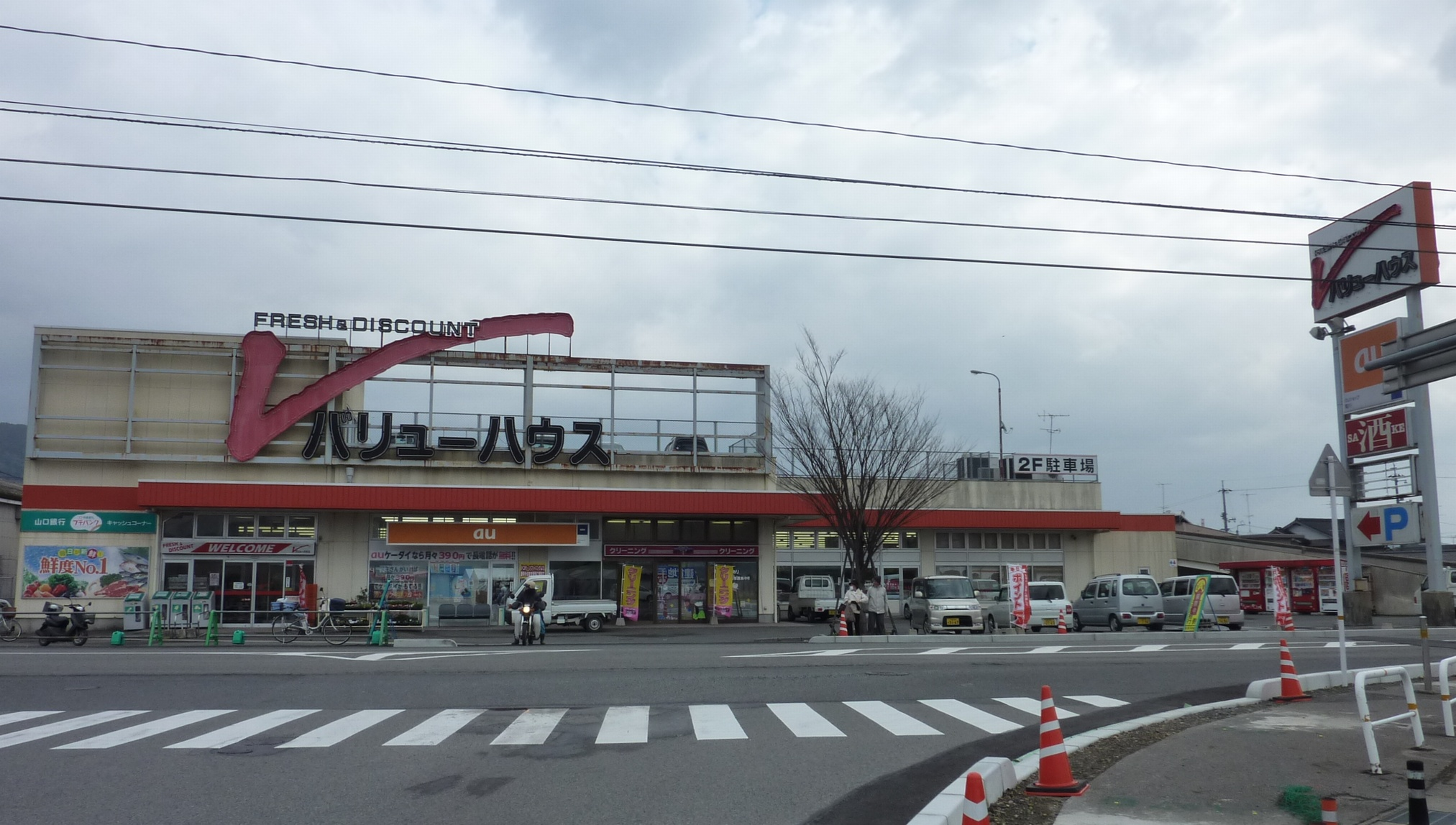
バリューハウス菊川店旧店舗（下関市。2012年に『ウェスタまるき菊川店』に改称の上移転。跡地はクスリ岩崎チェーン菊川店となっている）